# (340891) Londoncommorch
(340891) Londoncommorch est un astéroïde de la ceinture principale.

## Description
(340891) Londoncommorch est un astéroïde de la ceinture principale. Il fut découvert le 14 février 2007 à l'Observatoire de Lulin par Ye Quan-Zhi et Chi-Sheng Lin. Il présente une orbite caractérisée par un demi-grand axe de 2,27 UA, une excentricité de 0,12 et une inclinaison de 3,3° par rapport à l'écliptique.

## Compléments